# دنیل بایارت
دنیل بایارت (اسپانیایی: Daniel Ballart‎؛ زادهٔ ۱۷ مارس ۱۹۷۳) بازیکن واترپلو اهل اسپانیا بود.